# Tillandsia funckiana
Tillandsia funckiana es una especie de planta epífita dentro del género  Tillandsia, perteneciente a la  familia de las bromeliáceas.  Es originaria de Venezuela.

## Taxonomía
Tillandsia funckiana fue descrita por John Gilbert Baker y publicado en Handbook of the Bromeliaceae 196. 1889.
Etimología
Tillandsia: nombre genérico que fue nombrado por Carlos Linneo en 1738 en honor al médico y botánico finlandés Dr. Elias Tillandz (originalmente Tillander) (1640-1693).
funckiana: epíteto otorgado en honor del botánico Heinrich Christian Funck.
Sinonimia
- Tillandsia andreana L.B. Sm.
- Tillandsia funckiana var. funckiana [2][3]